# Putian
Putian (莆田 ; pinyin : Pútián) est une ville de la province du Fujian en Chine. Elle couvre 3 781 km2 et sa population était de 3,21 millions d'habitants en 2020. Une langue spécifique du groupe min y est parlée, le puxian.

## Économie
En 2005, le PIB total a été de 36,0 milliards de yuans, et le PIB par habitant de 12 854 yuans.

## Subdivisions administratives
La ville-préfecture de Putian exerce sa juridiction sur cinq subdivisions - quatre districts et un xian :
- le district de Chengxiang - 城厢区 Chéngxiāng Qū ;
- le district de Hanjiang - 涵江区 Hánjiāng Qū ;
- le district de Licheng - 荔城区 Lìchéng Qū ;
- le district de Xiuyu - 秀屿区 Xiùyǔ Qū ;
- le xian de Xianyou - 仙游县 Xiānyóu Xiàn.

## Personnalités liées à la ville
- Lanying Lin (1918-2003),  ingénieure électricienne chinoise
- Dai Sijie (1954-), cinéaste et romancier chinois
- Jue Song (1576-1632), peintre chinois